# NEXT JAM
『NEXT JAM』（ネクスト・ジャム）は、2017年4月3日から2020年3月26日まで@FMで放送されていたラジオ番組。同年10月3日から11月28日まで放送されていた派生番組「NEXT JAM “α”」についても記載する。

## 概要
「黒ちゃんのパワーミックス」（2001年3月26日 - 2010年3月25日）→「黒ちゃんのオンリーワンダフル」（2010年3月29日 - 2014年3月31日）→「EX Station」（2014年4月1日 - 2015年3月26日）→「You gott@ POWER」（2015年3月30日 - 2019年3月26日）など長年に渡って全年齢層向けの情報番組を制作してきたが、新たに視聴者を獲得するべく視聴年齢層を10代・20代の若者に定め、学生などが帰宅した後である月曜〜木曜の18時台と一部の19時台を開拓する形で放送開始。しかし、視聴率は伸びず悪い傾向になり結局、当局の番組が改編およびリニューアルする前週の木曜日である2020年3月26日をもって終了することになり、3年間の歴史に幕を閉じた。また、2020年3月30日からは全年層向けの情報番組『EVENING STREET』が開始し、2017年3月以前の制作形態にに戻った。
パーソナリティには新人である重田優平を起用し、月曜日には現役高校生のシンガーソングライターである足立佳奈がアシスタントとして出演。
番組ではLINE・Twitterを使ったアンケートを行ったり、トレンドや話題を取り上げる他、重田が体を張って挑戦するコーナーなどバラエティ要素も含んだ内容となっている。

## 放送時間

### 現在
2018年1月5日 -  2020年3月26日
- 毎週月曜 - 木曜 18:00 - 19:30

FM OH!制作の「Love in Action」が終了した事に伴い、10分間拡大。

### 過去
2017年4月3日 - 12月24日
- 毎週月曜 - 木曜 18:00 - 19:20

年末年始（12月25日から1月4日まで）は特別編成のため、当番組は休止となる。他に祝日やお盆も休止になることがある。休止になる場合は『FM AICHI Special』や単発番組などの特別番組を放送する。その場合、代替の報道番組として『JFN NEWS』を17:55 - 18:00に放送する。これは前の時間帯に放送している『You gott@ POWER』も同様。

## パーソナリティ
- 重田優平（9月6日生まれ）

### 過去の準パーソナリティ
- 足立佳奈（月曜アシスタント,-2018年3月）

## タイムテーブル
2018年4月現在のタイムテーブルであり、時間に関しては日によって変動する場合がある。各コーナーについては下記「コーナー」を参照。
- 18:00 オープニング
- 18:00 オープニングトーク
- 18:05 各日のメッセージテーマ発表
- 18:15 @FM Traffic
- 18:18 各日のメッセージテーマトーク   (但し、月曜日かつゲストがいる場合、ゲストトーク)
- 18:30 Super Music Express 番宣
- 18:35 NEXT RIDE
- 18:40 @FM Traffic
- 18:50 メッセージテーマトーク
- 18:55 Healthylife Essence（月）、愛知銀行 presents なかにし陽子のソワール ド ボヌール（火）
- 19:00 ゲストトーク(ただし、月曜日、ならびにノーゲストの場合はNEXT RIDEとテーマトークを織り交ぜながらのトーク)
- 19:23 エンディングトーク
- 19:25 エンディング

## コーナー
2019年1月現在のコーナーである。
- 重田の知らない東海　でら東海通クイズ（月）

リスナー投稿コーナー。
リスナーが、自身にまつわるクイズをメールを通じて出題し、その問題に対して重田が答える。問題は、「検索しても出てこない、ディープでドープなクイズ」であることが求められる。重田が正解できなかった場合は、問題を出題したリスナーに番組からプレゼントが送られることがある。
- 重田国体（火）

リスナー投稿型大喜利コーナー。
テーマを運動系の種目になぞらえたお題が出される。
- ビシバシ重田が答えます！（水）

リスナーからのお悩みに、重田が逆電をして答えていくコーナー。
- ウィークリーハイライト(木)

リスナー投稿コーナー。
その日までの一週間を振り返って、リスナーが個人的に一番輝いていたを思う瞬間をメールを通じて報告する。
- NEXT RIDE（月-木）

リスナー投稿コーナー。
番組内でテーマが発表され、それに対して意見や経験がリスナーが投稿する。大体は話題となっているニュースなどから派生した話題。
また、ゲストとのトークの中で、「黒重危機一髪」というコーナーも存在する。これは、あらかじめNGワード（ゲストには伝えない）を決めておき、３分以内に重田がその言葉をゲストから引き出せたら勝利、というものである。重田が勝った場合は同番組公式ツイッターでゲストによる番組宣伝、ゲストが勝った場合には次の放送の冒頭でゲストの曲がかかる。

### 過去
- NEXT全校集会（月）

リスナー投稿コーナー。
一週間の目標をリスナーが送る。また同時に、前週の達成の可否を報告し、重田がそれにコメントする。前週に目標がオンエアされた場合、番組冒頭でラジオネームが読み上げられ、報告の催促をされることがある。

## NEXT JAM “α”
『NEXT JAM “α”』は、改編等で後続の19:30 - 19:55枠に空きが出来た場合に放送されている穴埋め番組。

### 放送時間
2017年10月5日 - 11月28日
- 毎週火曜 19:30 - 19:55

## エピソード
- 2018年1月5日の新年初放送において、重田が箱根駅伝にちなみ＠FM本社スタジオ建物内およびその周辺を走る企画を実施。 曲をかけている間に戻ってこなければ企画は終了という、放送事故をかけた特別企画に挑んだ。

19:20ごろ、一度エンディングに入ったものの、その日から放送時間が長くなっていたことが発覚。
ディレクターのバースデーケーキを買いにケーキ屋に行く企画を追加した。
しかしケーキ屋は年始のためか閉店しており、重田はタッチして戻ってきた。重田が戻ってきたのは番組終了10秒ほど前。
あわや放送事故、という企画であった。
（ちなみに、重田が走っている間は、AD「しゅーま」や重田の電話の音声が曲に乗った。）